# Lilia Sandulesu
Lilia Sandulesu est une chanteuse ukrainienne, nommée « artiste du Peuple d’Ukraine » en 1996.

## Discographie
- 1987 : Спочатку ти
- 1993 : Берег Любови
- 2002 : Solo Tu
- 2004 : Співає Лілія Сандулеса